# 张乃召
张乃召（1912年10月—1980年），原名张延龄、张有年，山西省平定县上董寨村人。曾任中央人民政府人民革命军事委员会气象局党组书记、副局长，中国中央气象局党委书记、副局长、中国气象学会第十九届名誉理事长。中华人民共和国在世界气象组织的首位执委会委员。中共十大代表。

## 生平
1930年考入省立太原进山中学，1932年考入清华大学地学系气象专业，1937年毕业后奔赴延安。1939年参加八路军。1940年入党。任延安的中国医科大学教员。1944年美军观察组进驻延安，要与中国共产党的敌后抗日根据地开展军事气象观测合作。中央组织部抽调张乃召任翻译和气象教员，并负责气象训练。1945年3月创建了中国共产党历史上第一个气象训练队——清凉山气象训练队。1945年9月，由于重庆谈判和军事调处执行，美军飞机经常起降延安需要航空气象观测和通报，在延安凤凰山下建立了中共历史上第一个气象台——“延安气象台”，由张乃召担任台长。从延安大学自然科学院选调了毛雪华、周鲁女、曾宪波、邹竞蒙、陈涌珉等5名具有较好的政治条件和文化基础的业务人员，后期又陆续选调谌亚选、傅涌泉、苏中、张丽、杨丰年等5人到气象台工作。邹竞蒙在《延安时代的气象事业》中回忆：“为了鼓励技术人员，实行技术津贴。当时报务员都算技术人员，都享受技术津贴。电台报务员每月的津贴是8斤小米，电台台长也才18斤小米。而气象台的人员当时被称为‘气象观测员’，技术津贴竟达每月21斤小米。”
1947年3月，胡宗南部进攻延安，张乃召率领延安气象台的曾宪波、邹竞蒙、周鲁女、傅涌泉、张丽、苏中等6人携带贵重气象仪器、通信器材于1947年6月转移到山西省临县三交镇王家沟，改名为军委三局气象队，驻扎至1948年2月16日，带着六七匹牲口驮来的福丁式水银气压表（英寸制）、空盒气压表、手持风速表、手摇干湿球湿度表等一大批气象教学器材，随中央机关迁至河北平山县王家沟。1948年8月18日到获鹿县并入华北军区电讯工程专科学校，开设陆空通信气象专业班。张乃召担任学员二大队四队队长。学习内容以气象课为主，同时巩固通讯课程。1949年5月课程全部结束后全部调到华北军区航空处训练队（现北京动物园内的原北平气象台），继续学习提高。至1949年10月4日训练队结业。 
1949年率队接收了北平的气象工作。任华北军区航空处场站科科长。

## 家人
夫人金宇